# Ford Granada
Pour un véhicule sans rapport commercialisé sous le même nom sur le continent américain, voir Ford Granada (Amérique du Nord)
La Ford Granada est un modèle de voiture du constructeur automobile Ford fabriqué de 1972 à 1994 en trois générations : la première est vendue en Europe de 1972 à 1977, la deuxième de 1977 à 1985, et la troisième est le nom donné au Royaume-Uni uniquement à la Ford Scorpio de 1985 à 1994.

## Mark I (1972-1977)
Lancé en mars 1972, la Granada a succédé à la Ford Zephyr britannique et à la Taunus P7 allemande en tant qu'offre de voiture grande routière européenne de Ford, et a achevé l'intégration des gammes de modèles britanniques et allemandes de Ford.
Au début, les modèles bas de gamme s'appelaient Ford Consul. Cela peut être dû à un procès intenté par Granada Group, un important conglomérat britannique de l'époque ; cependant, leur demande d'injonction a échoué en appel et ils n'ont pas pu empêcher Ford d'enregistrer le nom de Granada en tant que marque commerciale, de sorte qu'à partir de 1975, toutes les versions étaient appelées Granada.
Mécaniquement, la Granada britannique se conforme aux standards de Ford, la gamme initiale utilisant l'unité V4 Essex de Ford de 2,0 L de cylindrée et le moteur V6 Essex de 2,5 L et 3,0 L de cylindrée. Les modèles allemands utilisaient un moteur V4 Taunus de Ford d'une cylindrée de 1,7 L, ou le V6 Essex de 3,0 L, ou, plus communément, le V6 Cologne d'une cylindrée de 2,0 L, 2,3 L ou 2,6 L. Le V4 a ensuite été remplacé par l'unité Pinto. La voiture a généralement suivi la disposition mécanique de ses prédécesseurs, les Ford Zephyr et Zodiac, en utilisant une extrémité arrière indépendante à ressort hélicoïdal, bien que les jambes de force avant MacPherson aient été remplacées par des doubles triangles, introduits 18 mois plus tôt sur les plus petites Cortina TC et Taunus TC. Cependant, la Granada - comme la Ford 17M/20M/26M - comportait des freins à tambour à l'arrière, par opposition aux freins à disque arrière des Zephyr et Zodiac.
La voiture était disponible en berline quatre portes, break cinq portes (Turnier) et coupé fastback deux portes. Les premiers coupés (1972–73) avaient une tôle légèrement différente - un style "bouteille de Coca-Cola" plus prononcé. En 1974, le coupé a été révisé, avec des lignes plus droites. Une berline deux portes a rejoint la gamme en mai 1973, réduisant le prix annoncé d'entrée de gamme de la voiture allemande de 415 marks, mais la version berline deux portes n'a jamais été produite ni officiellement vendue au Royaume-Uni. Le coupé révisé avec « aile arrière en ligne droite » n'était vendu qu'en version Ghia 3.0 au Royaume-Uni, mais ailleurs en Europe, il était vendu avec d'autres versions et tous les moteurs étaient disponibles. C'était l'inverse de la situation avec les Cortina TC et Taunus TC, où le modèle britannique avait le style « bouteille de Coca-Cola ». En Europe continentale, les Granada de 1976-1977 étaient également disponibles avec le V6 Cologne à injection de carburant, produisant 150 ch (110 kW). En Angleterre, la voiture est rapidement devenue populaire pour les taxis, les flottes et la police. Elle a également été convertie en versions limousine et corbillard par les sociétés britanniques Coleman Milne et Woodall Nicholson. Des limousines quatre portes traditionnelles étaient proposées (versions longues et courtes) aux côtés d'une "limousine coupé" quatre portes inhabituelle (seulement 12 construites) reprenant la ligne du toit du coupé, ainsi que des corbillards dans des configurations deux ou quatre portes.

### Afrique du Sud
En Afrique du Sud, la Granada Perana V8, construite par Basil Green Motors, était disponible chez les concessionnaires Ford avec le moteur V8 Windsor de 4,9 L, développant 255 ch (188 kW) et 405 N m à 2 600 tr/min. Cependant, la plupart des Granada d'Afrique du Sud étaient équipées du six cylindres de 3,0 litres. Le V6 de 2,5 L a également été offert, bien que ce modèle ait été abandonné en 1975 lorsque la Cortina six cylindres a monté dans les ventes. La Granada a été introduite en Afrique du Sud fin 1972 en version 3000 GXL avec transmission automatique, avec d'autres modèles suivant (3000 XL, Coupé, 2500 L). La Coupé était le dernier modèle prévu, avec une introduction prévue pour mai 1973. La Granada remplaçait à la fois la Falcon de fabrication australienne (vendue localement sous le nom de "Fairmont") et les 20M d'origine allemande.

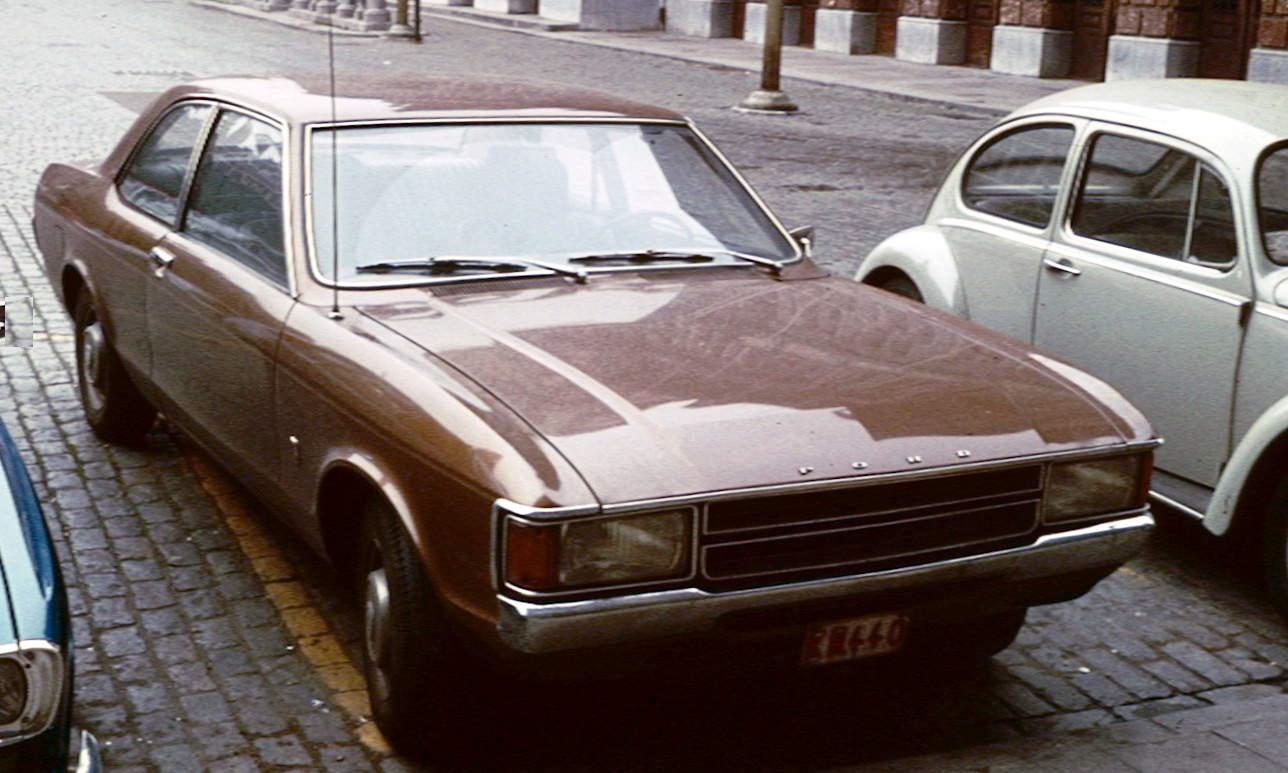
Ford Consul berline deux portes
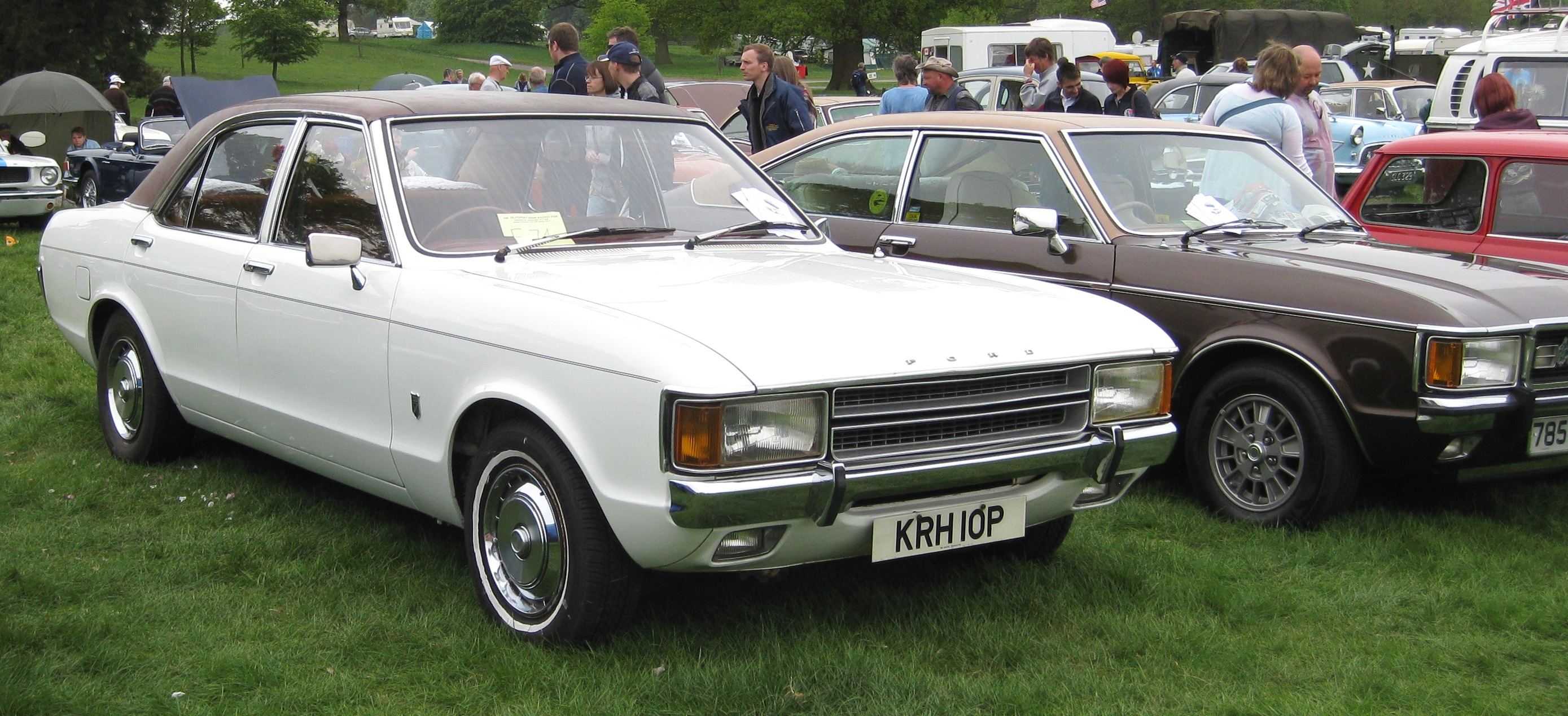
Ford Consul berline quatre portes
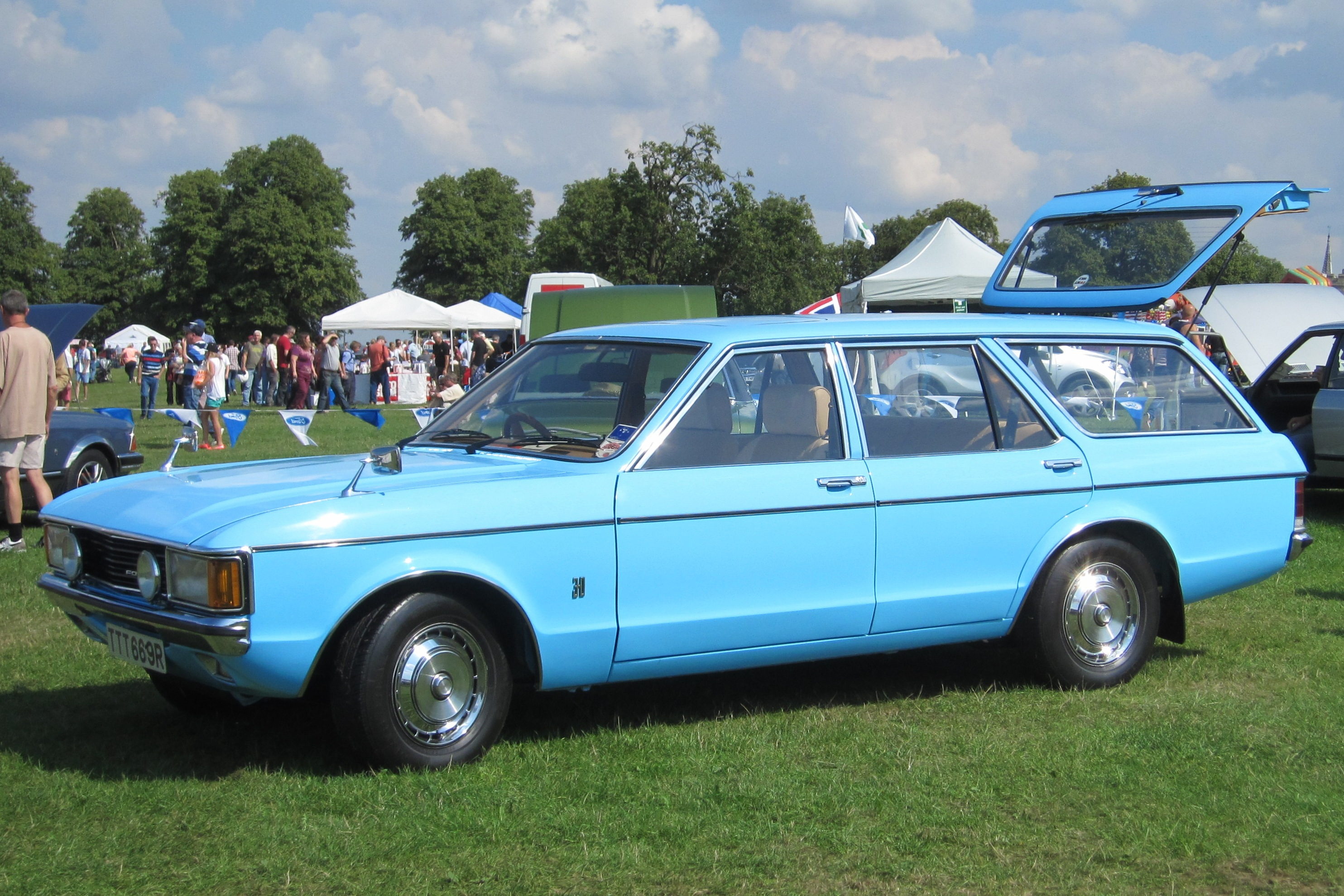
Ford Granada Mark I break
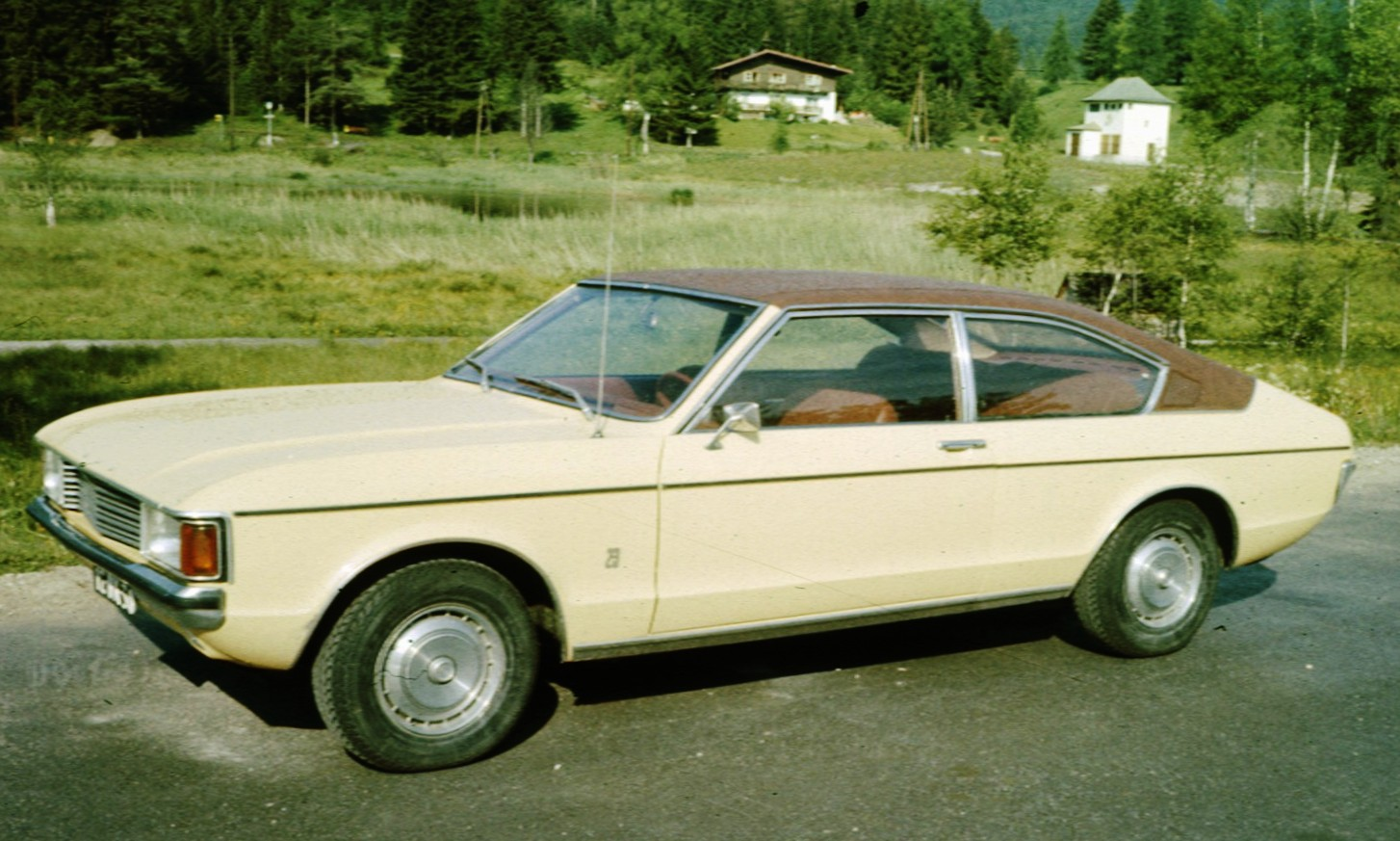
Ford Granada Mark I Coupé, version ultérieure

## Mark II (1977-1985)
La Granada Mark II, carré et rectiligne, est sortie en août 1977 et a été produite jusque début 1985 après un léger lifting avec une attention au bruit, aux vibrations et à la dureté de la transmission en 1981. La Mark II était essentiellement un revêtement de la voiture de 1972, avec de nouveaux panneaux externes qui alignaient la Granada sur le nouveau langage de conception de Ford initié par le styliste Uwe Bahnsen, prenant des indices de style également utilisés sur les Cortina/Taunus Mk IV et Fiesta Mk I récemment lancées. Le panneau arrière de la version break était pratiquement inchangé par rapport à celui de la Granada Mk I, à l'exception de détails. L'ingénierie était très similaire, les principales différences étant le moteur V6 "Cologne" avec les cylindrées 2.0 L, 2.3 L et 2.8 L remplaçant l'ancienne unité "Essex", et l'introduction de fonctionnalités telles que la climatisation et, pour les versions de 2,8 litres les plus chères, l'injection de carburant. En Europe continentale, un V4 de 1,7 L était à l'origine disponible. Au moment de son introduction, la production britannique de Granada avait été discrètement abandonnée "pendant un certain temps"; Les Granada II du marché britannique étaient importées d'Allemagne. En interne chez Ford, les unités «Cologne» de 1.7 L, 2.0 L, 2.3 L et 2.8 L étaient les derniers dérivés de la gamme de moteurs « V-Taunus ».
La Coupé a été abandonnée lorsque le nouveau modèle a commencé la production, bien qu'il y ait eu une version berline deux portes sur certains marchés européens. Un nombre relativement faible de véhicules ont également été produits avec un moteur diesel quatre cylindres Indenor de 1,9 L, 2,1 L et 2,5 L. Uniquement disponibles, à l'origine, en berlines quatre portes (le modèle de 2.5 L étant également disponible en break), la plupart d'entre elles sont allées à des opérateurs de taxi, et peu survivent aujourd'hui. Le plus petit modèle de 1.9 L était assez sous-alimenté et a été bientôt remplacé par le modèle de 2.1 L un peu plus puissant, qui a été présenté sous le nom de "Granada GLD" en mars 1979 à Genève. En 1982, elle a été remplacée par le plus performant modèle de 2.5 L.
Les modèles de 2.8 L à injection de carburant étaient initialement évalués à 160 ch et proposés avec une finition "S" unique (basée sur la finition L mais avec une suspension mise à jour, des roues et des pneus TRX et des projecteurs) ou avec une finition GL ou Ghia normale. En 1979, les « iS » et « iGL » ont été remplacées par la GLS 2.8i. Aujourd'hui, les premiers modèles à injection sont particulièrement rares. Le modèle S 2.8i a été immortalisé par le véhicule argenté utilisé dans la série télévisée Regan. Les changements de 1980 ont été limités à de nouvelles couleurs et à de nouveaux sièges plus confortables.
La Granada se vendait bien au Royaume-Uni, atteignant un sommet en 1979 en tant que septième voiture la plus vendue avec plus de 50 000 ventes, et figurant également dans le top 10 des ventes en 1978 et 1982. En Grande-Bretagne, elle est restée la voiture la plus vendue de cette catégorie tout au long de sa production, malgré la concurrence de la Leyland Princess, de la Rover SD1 et de la Vauxhall Carlton.

### Lifting
La gamme a fait peau neuve en septembre 1981 avec de plus grands pare-chocs enveloppants, une calandre à trois barres de couleur carrosserie, un tableau de bord révisé, des feux arrière redessinés et des sièges redessinés qui amélioraient le confort du conducteur et des passagers. La berline deux portes a été abandonnée. Il y avait également un certain nombre d'améliorations détaillées sous la carrosserie ; la boîte de vitesses, l'embrayage et les freins ont été révisés, la géométrie de la suspension arrière à bras semi-oscillant a été modifiée et les ressorts arrière à taux variable sont devenus de série sur toute la gamme. En Europe continentale, le moteur V4 de 1,7 litre du modèle bas de gamme a été remplacé par le moteur Pinto de 1,6 litre, plus moderne, mais toujours fatigué. La gamme britannique commençait avec le moteur quatre cylindres de 2 litres.
Dans la plupart des pays d'Europe, une Granada d'apparence encore plus sportive a été ajoutée à la gamme sous le nom de Granada 2.8 Injection (certains propriétaires pensent aujourd'hui à tort qu'elle s'appelait la « Sport »; en fait, elle a toujours été étiquetée « 2.8 Injection » dans le matériel marketing ET sur le couvercle du coffre) qui avait des roues en alliage blanc de taille métrique avec des pneus Michelin TRX, une suspension renforcée, des sièges Recaro, une jupe avant et des spoilers de coffre profonds, des pare-chocs à code couleur, des projecteurs avant et des garnitures noircies. Ce modèle utilisait le même moteur de 2,8 L à injection, maintenant légèrement en baisse à 150 ch, généralement utilisé dans les modèles Ghia. Vers la fin de sa production au Royaume-Uni, l'introduction des finitions de marketing 2.0 et 2.3 LX, en version berline ou break, a fourni des versions moins coûteuses avec des spécifications légèrement supérieures à celles des modèles L « de base ». La finition GL a également été brièvement proposée sur les véhicules équipés des moteurs de 2.0 L et la finition Ghia a été proposée sur un modèle à moteur diesel avec l'introduction de la Ghia 2.5 D.
Une finition de marketing en édition spéciale de Ford Grande-Bretagne pour le modèle Ghia X a ensuite été introduite sous le nom de « Ford Granada Ghia X Executive », qui normalisait les équipements de luxe tels que l'intérieur en cuir Connolly de haute qualité qui était auparavant un équipement optionnel. D'autres raffinements tels qu'un toit ouvrant électrique coulissant et inclinable, le déverrouillage électrique du coffre sur les berlines, le réglage électrique des sièges, les sièges chauffants, l'ordinateur de bord et la climatisation placent la Granada Ghia X au-dessus de la plupart des autres voitures de fonction à prix comparable disponibles au Royaume-Uni au début des années 80. L'édition spéciale "Taxi" était disponible uniquement en noir, qui comprenait un "bouton de panique" pouvant être actionné par le pied dans le plancher du conducteur qui actionnait le système d'alarme. En plus de ces deux modèles, la gamme était complétée par des modèles break qui reflétaient les mêmes niveaux d'arrangement que l'ensemble de la gamme berline, y compris la Ghia X, mais pas le modèle Ghia X Executive.

### Modèles spéciaux
Ford a sous-traité l'assemblage à la Hyundai Motor Company en Corée du Sud pour les vendre sur ce marché, où elle a continué d'être vendue d'octobre 1978 à 1986 quand elle a cédé sa place à la Hyundai Grandeur au lieu de plus petites Ford européennes comme la Sierra et l'Escort. La production a pris fin en décembre 1985, après la construction de 4 743 unités. À l'origine, la voiture a reçu un moteur V6 de 2,0 litres avec un carburateur Solex à deux vaisseaux, mais après 1980, le moteur quatre cylindres de litres, plus économique, était également disponible. La Granada rivalisait avec la Saehan Rekord, ainsi que la Peugeot 604, importée par Kia Motors. Chung Mong-pil, le fils aîné du fondateur de Hyundai, Chung Ju-yung, est mort dans un accident de voiture dans une Granada.
De plus, des corbillards étaient proposés par des sociétés de conversion extérieures, ainsi qu'une série de limousines quatre portes construites par Coleman Milne. Ceux-ci comprenaient la "Minster" légèrement étirée de 15 cm, la "Dorchester" plus longue de 68 cm et la "Grosvenor" mieux équipée. À partir de l'automne 1982, la Dorchester était également disponible dans une version break avec des portes arrière allongées, appelée « Windsor ».

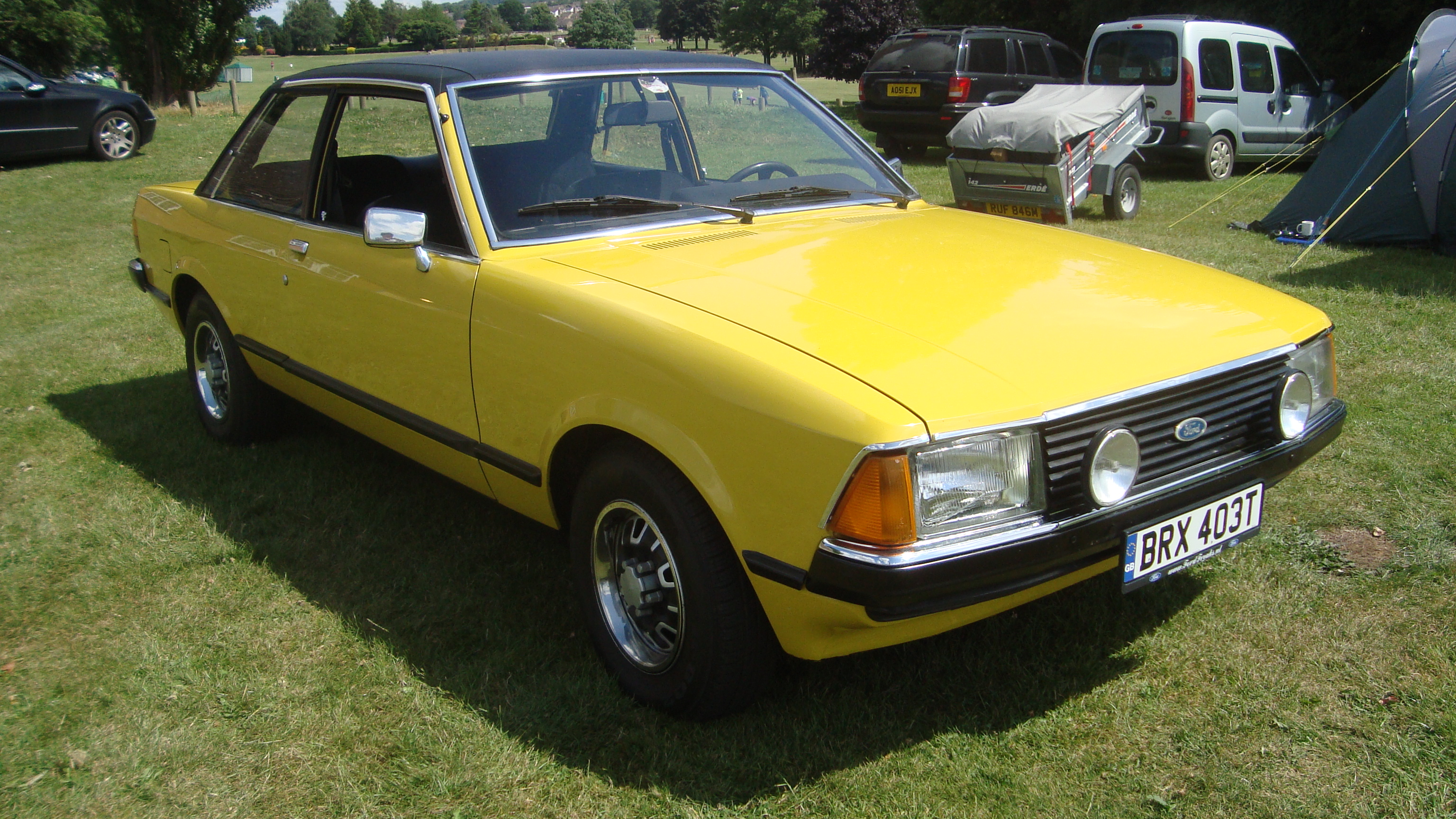
Ford Granada Mark II berline deux portes.
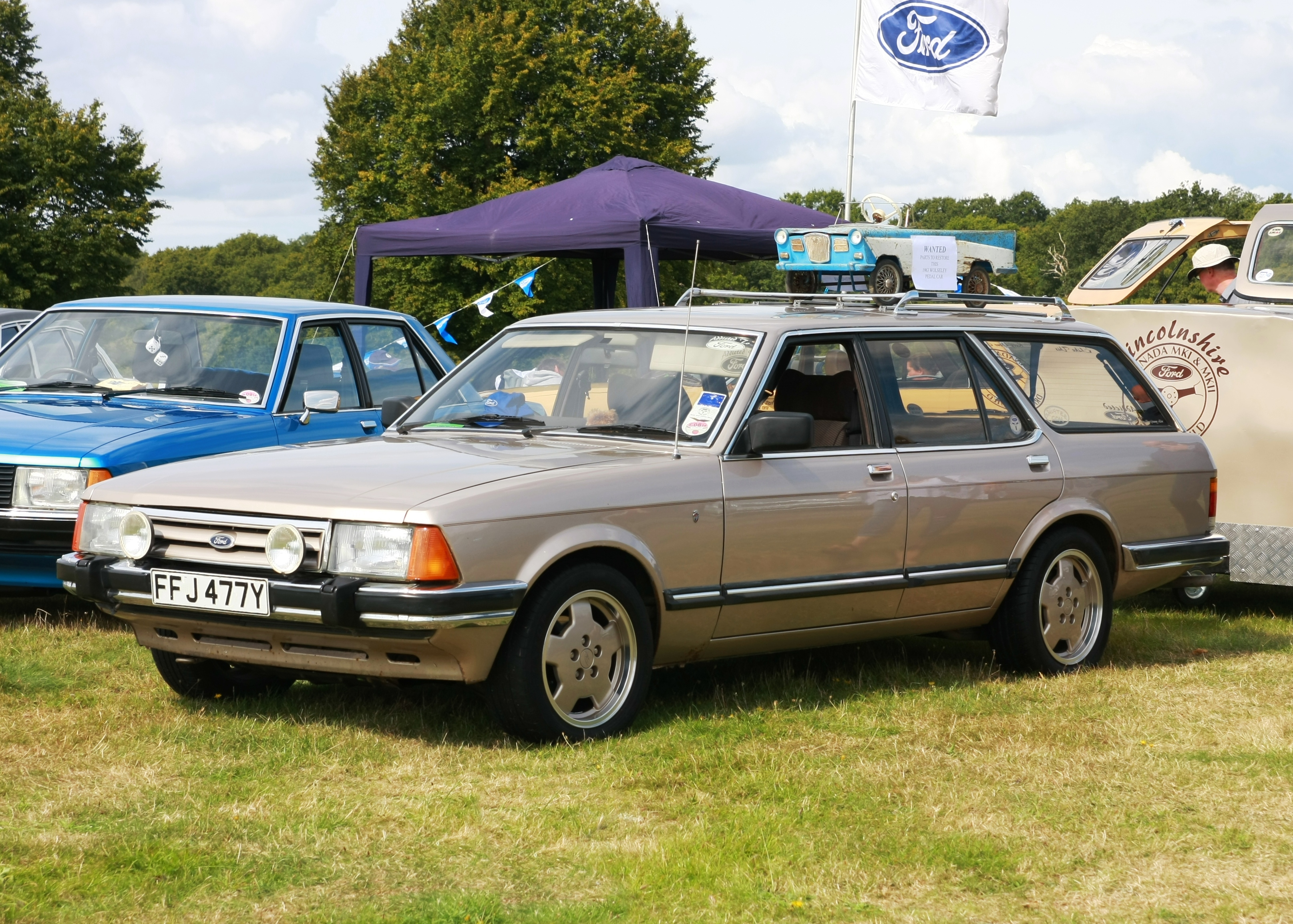
Ford Granada Mark II break.

## Mark III (1985-1994)
Article principal: Ford Scorpio
En avril 1985, la voiture de troisième génération est arrivée, c'était essentiellement une Ford Scorpio rebadgée, le nom Granada étant uniquement utilisé en Irlande et au Royaume-Uni. Le badge Scorpio (qui couvrait toute la gamme en Europe continentale) était utilisé à la place comme désignation de finition pour les modèles haut de gamme. La Granada Mark III a été le premier modèle européen de production en série à être équipé de série de freins antiblocage sur toute la gamme. Elle a été élue voiture européenne de l'année en 1986.
Les options de moteur comprenaient le moteur Pinto SOHC familier, soit sous la forme de 1,8 L avec réduction de la barrière fiscale, soit dans une version plus puissante de 2 litres avec injection de carburant disponible. Les moteurs V6 Cologne ont été reportés de la gamme précédente pendant une courte période dans les cylindrées (pas beaucoup plus puissantes que celles du moteur Pinto de 2 L) de 2,4 L et 2,8 L (et plus tard de 2,9 L). En 1991, un nouveau véhicule haut de gamme a été introduit, la Scorpio 24 soupapes. Elle comportait un moteur Cologne de 2,9 L qui avait été largement retravaillé par Cosworth Engineering et comportait quatre arbres à cames et 24 soupapes, assez pour 200 ch (150 kW). Selon Ford, cela a donné un temps de 0 à 100 km/h de 8,1 secondes et une vitesse de pointe de 230 km/h.
Cette version de la Granada a continué le concept du style « Ford family » des versions précédentes; cette fois, la voiture ressemblait superficiellement à une version plus grande de la successeur de la Cortina, la Ford Sierra. Elle avait suivi le précédent établi par la Sierra et l'Escort Mk III en passant d'un style de berline angulaire à un style de carrosserie aérodynamique à hayon.
La Ford Granada Mk III a été la dernière voiture à porter le badge Granada au Royaume-Uni et en Irlande, remplacée en 1994 par la Scorpio paneuropéenne. La Scorpio partageait ses portes et son toit avec la Granada Mk III. Le style des sections de nez et de queue a été mis à jour pour correspondre aux conceptions ovoïdes utilisées dans la gamme Ford dans les années 1990. Sur la Scorpion, cela a abouti à une conception controversée. Après une refonte en 1998, elle a été retirée de la production la même année, les ventes totales en Europe étant de 95 587 unités.

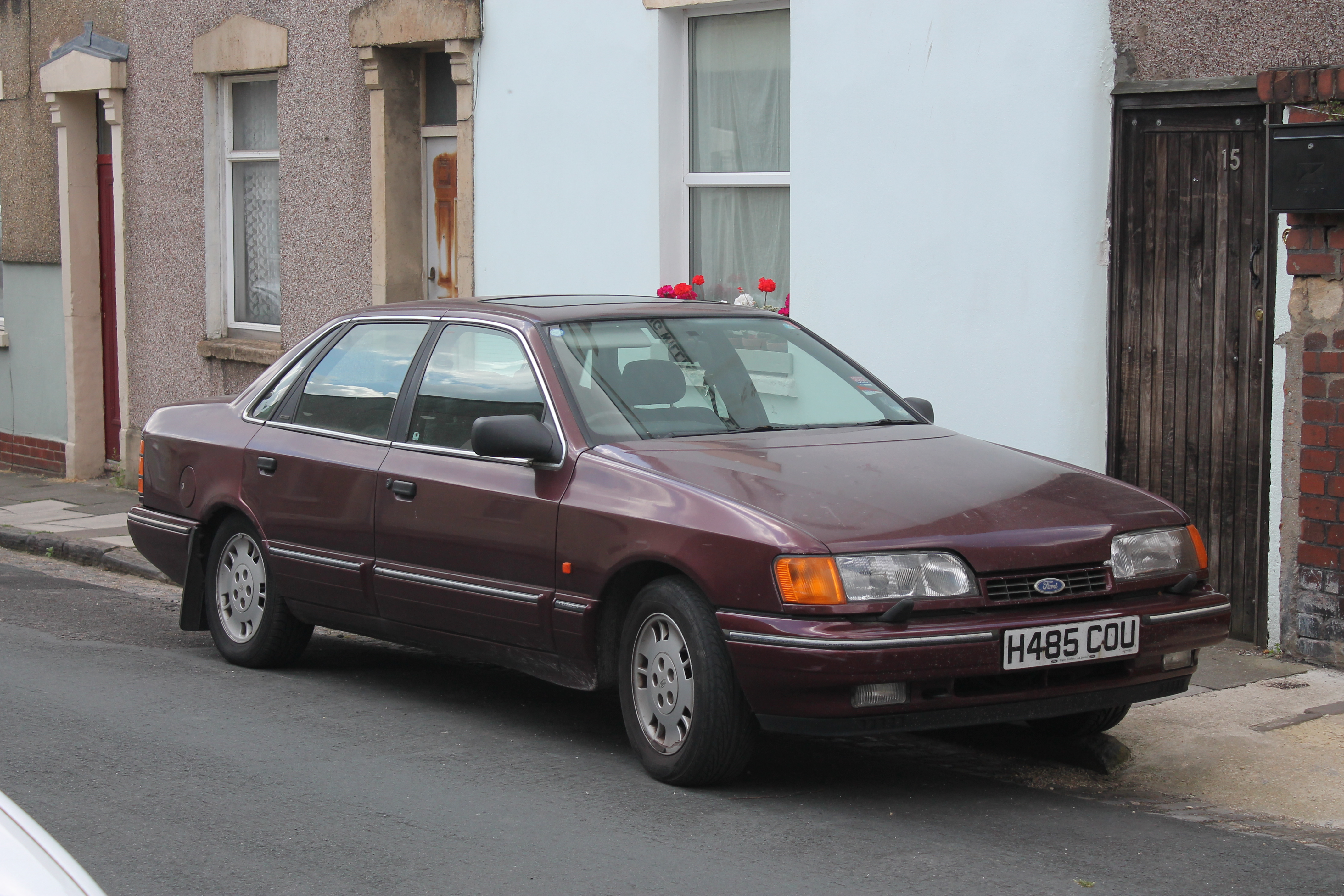
Ford Granada Mark III 2.0 berline.
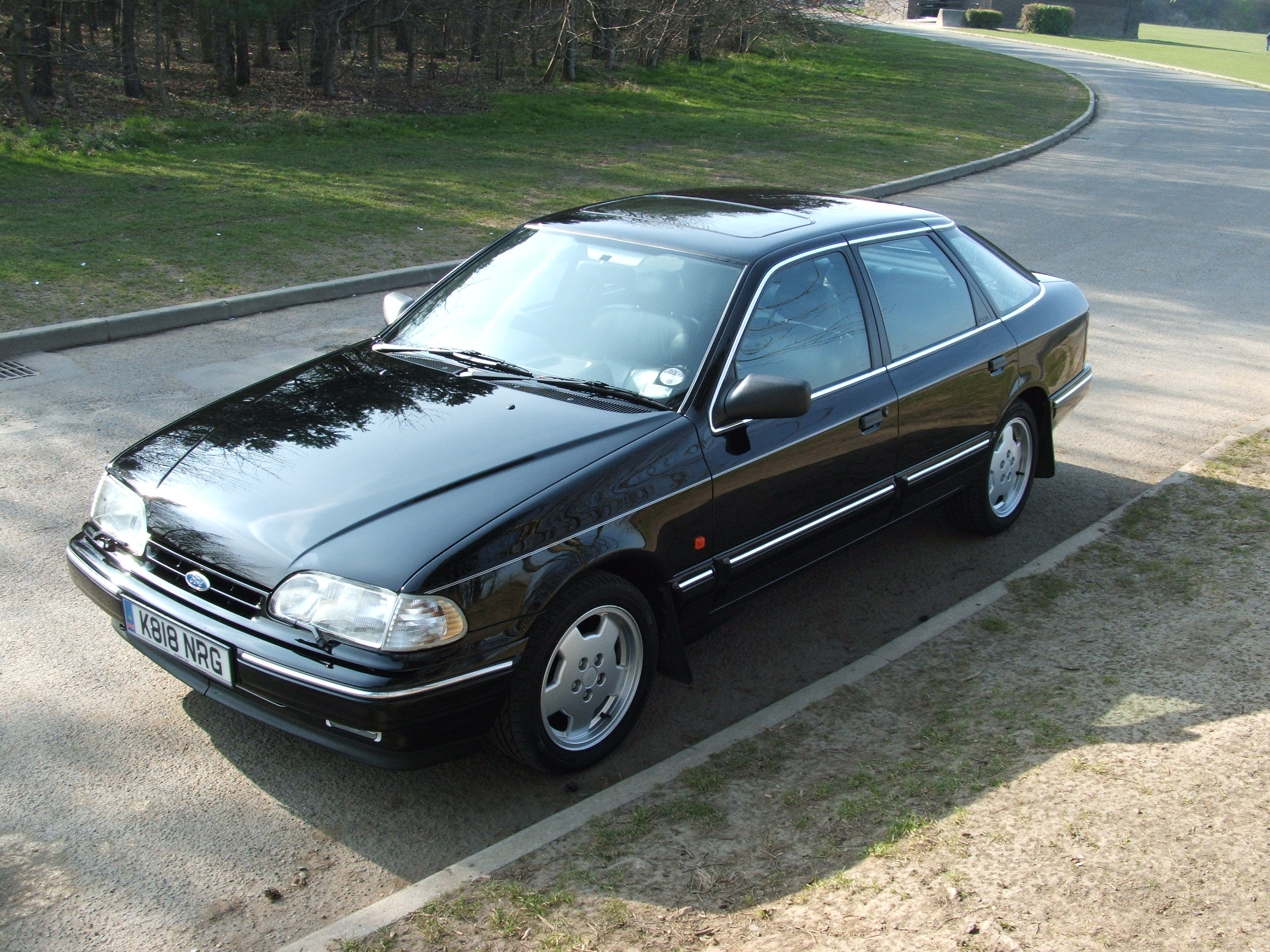
Ford Granada Mark III Cosworth 24v.
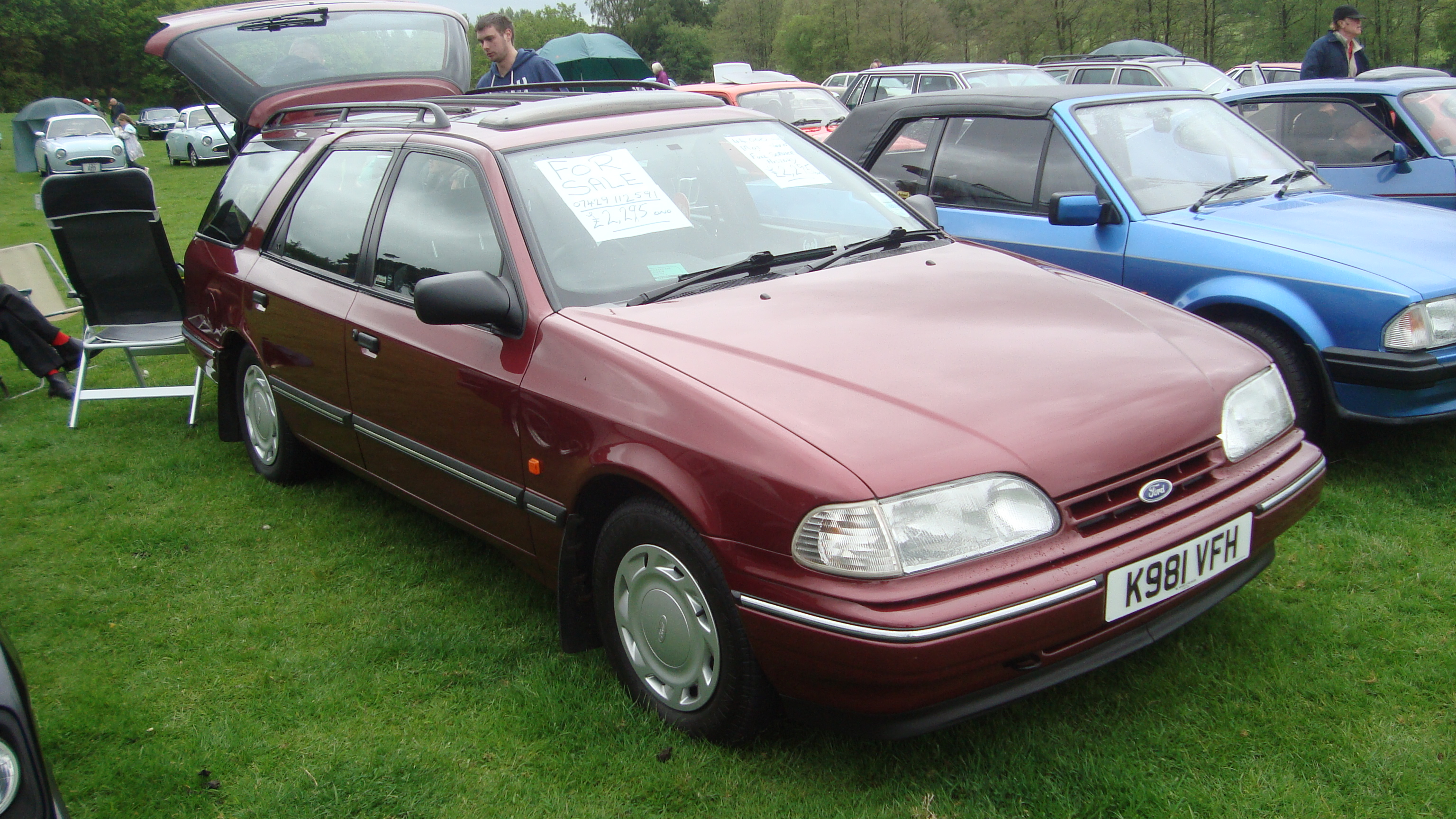
Ford Granada Mark III LXi 2.0 break.

## Au cinéma
- Dans The Appointment de Lindsey C. Vickers, sorti en 1981, Ian (Edward Woodward) conduit une Ford Granada Mark II 2.3 GL beige.
- Dans Bleu comme l'enfer d'Yves Boisset, sorti en 1985, Ned (Lambert Wilson) est pris en chasse par une berline Ford Granada bleue (1977-1981) de la police, équipée d'une galerie de gyrophares et d'une sirène « à l'Américaine »[17].
- Dans Tandem de Patrice Leconte, sorti en 1987, l'animateur Michel Mortez (Jean Rochefort) et Rivetot (Gérard Jugnot), son opérateur radio, parcourent les routes de France au volant d'une Ford Granada break blanche (1977-1981)[18].
- Dans Volver de Pedro Almodovar, sorti en 2006, Penelope Cruz utilise une Ford Granada 2.3 GE rouge (1977-1981) pour se rendre à Madrid et aux alentours.